# Citrogramma chola
Citrogramma chola är en tvåvingeart som beskrevs av Ghorpade 1994. Citrogramma chola ingår i släktet Citrogramma och familjen blomflugor. Inga underarter finns listade i Catalogue of Life.